# Липовец Горский
Липовец Горский — деревня в Бежаницком районе Псковской области. Входит в состав сельского поселения муниципальное образование «Лющикская волость».
Расположена в 21 км к северу от райцентра Бежаницы и в 2 км к северо-западу от деревни Гора.
Численность населения по оценке на 2000 год составляла 21 житель.